# Joeropsis marionis
Joeropsis marionis là một loài chân đều trong họ Joeropsididae. Loài này được Beddard miêu tả khoa học năm 1886.